# Barrière des Vertus
La barrière des Vertus est une ancienne barrière d'octroi de l'enceinte des Fermiers généraux située rive droite à Paris, en France.

## Situation
Elle est située entre les actuels boulevards de la Villette et de la Chapelle au niveau de la rue du Château-Landon.

## Origine du nom
Son nom lui vient d'une image miraculeuse de la Vierge qui se trouvait dans l'église Notre-Dame-des-Vertus d'Aubervilliers.

## Historique
Elle permettait l'accès à Paris depuis la rue des Vertus (actuelle rue d'Aubervilliers) qui marquait la limite entre les communes de La Villette et La Chapelle. 
Dans Paris, cette voie se prolongeait par la rue du Château-Landon qui fut appelée « chemin des Potences » par allusion, sans doute, aux fourches patibulaires de Montfaucon.
Le bâtiment était carré, composé d'un rez-de-chaussée, d'un premier étage couvert d'une toiture à deux pans et orné d'un péristyle de 4 fortes colonnes, d'un fronton.
Elle a été restaurée en 1838 et signalée en 1853 comme « ayant été murée ». 